# 精雕蛹螺
精雕蛹螺（學名：Trivirostra akroterion） 是海螺的一個物种，屬於猎女神螺科喙猎女神螺属的海洋腹足纲软体动物。本物種在台灣新北市貢寮鄉有見其踪影。

## 外部連結
- 維基物種上的相關：精雕蛹螺